# Дэвис, Самми
Сама́нта (Са́мми) Дэвис (англ. Samantha «Sammi» Davis; род. 21 июня 1964, Киддерминстер, Вустершир, Англия, Великобритания) — британская актриса

, фотограф и кинопродюсер.

## Биография и карьера
Самана Дэвис родилась 21 июня 1964 года в Киддерминстере (графство Вустершир, Англия, Великобритания) в семье Майкла и Дебби Дейвис.
Она получила высокую похвалу за свои роли проститутки-подростка в «Моне Лизе» (1986) и «Радуге» (1989) Кена Расселла. Она также сыграла значительные роли в «Отходной молитве» Майка Ходжеса и «Надежде и славе» Джона Бурмена (оба 1987 года), а также главную роль в американском телесериале «В тылу» (1991—1993), за которую она была номинирована на премию «Золотой глобус». После нескольких лет перерыва в карьере ради семьи, она вернулась на экран в эпизодической роли в сериале «Остаться в живых», сыграв роль матери героя Доминика Монагана. Она работает фотографом.
В 1990—1993 годы Дэвис была замужем за режиссёром Куртом Фоссом, от которого у неё есть дочь. С 21 июня 2009 года Дэвис замужем во второй раз за продюсером детского телешоу Саймоном Дрю. В Рождество 2008 года она вернулась в Великобританию и сейчас живёт в Сассексе со своей семьей.

## Избранная фильмография
| Год  |    | Русское название                    | Оригинальное название        | Роль              |
| ---- | -- | ----------------------------------- | ---------------------------- | ----------------- |
| 1986 | ф  | Мона Лиза                           | Mona Lisa                    | Мэй               |
| 1987 | ф  | Отходная молитва                    | A Prayer for the Dying       | Анна              |
| 1987 | ф  | Львиное сердце                      | Lionheart                    | женщина-баптистка |
| 1987 | ф  | Надежда и слава                     | Hope and Glory               | Дон Роэн          |
| 1988 | ф  | Логово белого червя                 | The Lair of the White Worm   | Мэри Трент        |
| 1989 | ф  | Радуга                              | The Rainbow                  | Урсула Брангвен   |
| 1991 | тф | Чернобыль: Последнее предупреждение | Chernobyl: The Final Warning | Елена Мащенко     |
| 1994 | с  | Дневники Красной Туфельки           | Red Shoe Diaries             | Брэнди            |
| 1995 | ф  | Четыре комнаты                      | Four Rooms                   | Джезебел          |
| 2006 | с  | Остаться в живых                    | Lost                         | Меган Пейс        |